# Syd Ellis
Sydney Carey Ellis (16 tháng 8 năm 1931 – 2001) là một cầu thủ bóng đá người Anh thi đấu ở vị trí hậu vệ tại Football League.